# Neil Peart

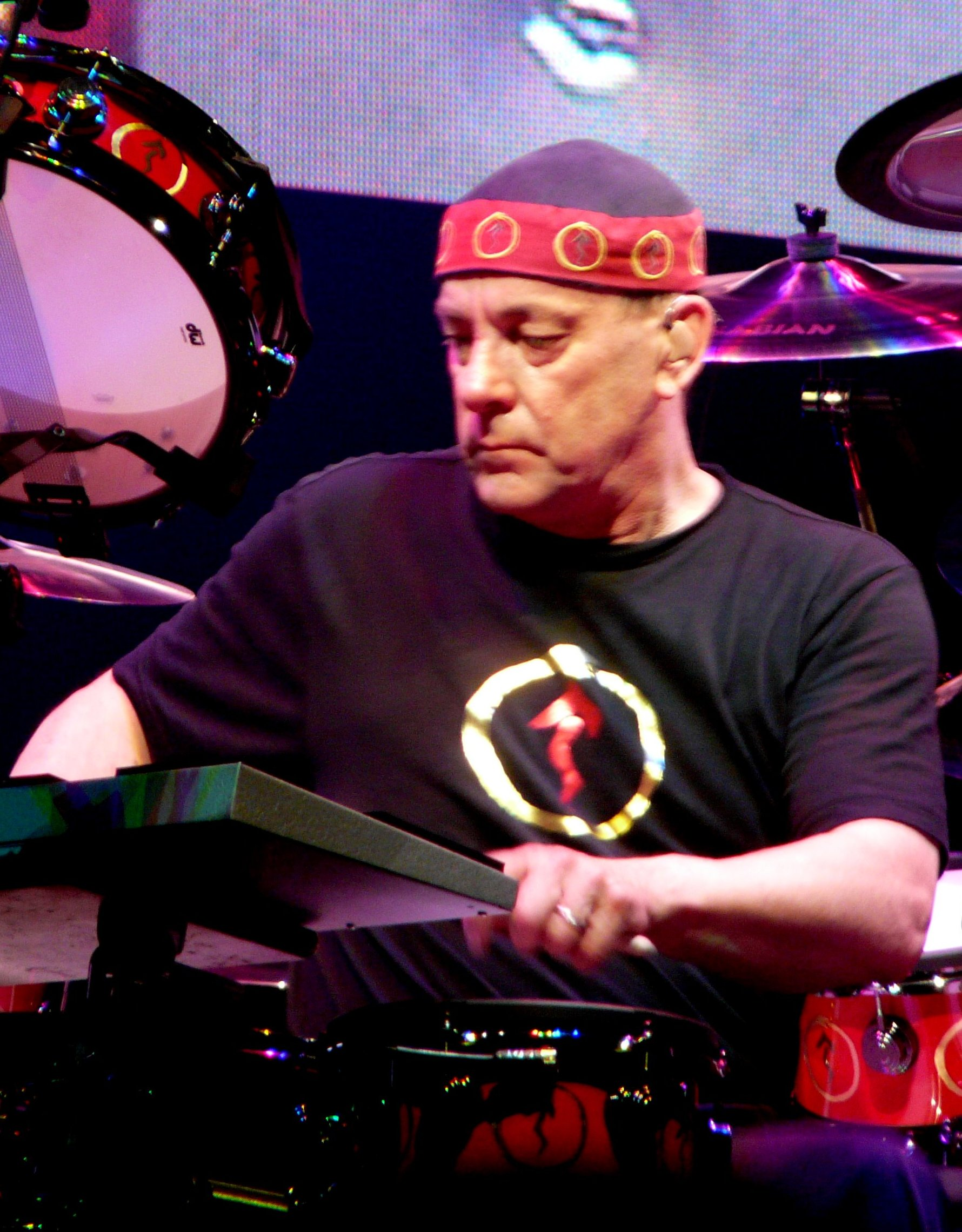
Neil Peart

Neil Ellwood Peart (spreek uit [pɪərt]; Hagersville in Ontario, 12 september 1952 – Santa Monica, 7 januari 2020) was een Canadees schrijver en muzikant. Hij was het bekendst als de drummer van de Canadese progressieve rockband Rush.
Daarnaast schreef hij vrijwel alle songteksten van de band, en heeft hij een reeks boeken op zijn naam staan. Binnen de progressieve rock geldt Peart als een van de invloedrijkste en creatiefste drummers van het genre.

## Levensloop
Neil Peart werd op 12 september 1952 geboren in Hagersville, een buitenwijk van Hamilton, Ontario, Canada als oudste kind van Glenn en Betty Peart. Naast zijn broer Danny had Neil ook twee zussen, Judy en Nancy. Op z’n tweede verhuisde het gezin naar St. Catherines waar Neil zijn jeugd doorbracht. In zijn jonge tienerjaren raakte hij geïnteresseerd in muziek en begon zijn carrière op piano. Dit was van zeer korte duur en schakelde al snel over op het slagwerk. Op zijn veertiende kreeg hij een drumstel en begon hij met drumlessen. Zijn eerste openbare optreden vond dat zelfde jaar plaats tijdens de kerstshow van zijn middelbare school. Niet veel later zou hij optreden met zijn eerste bandje: The Eternal Triangle.
Hierna zouden nog diverse bands volgen: Mumblin' Sumpthin', the Majority en JR Flood.
Na een aantal niet inspirerende baantjes en pogingen om het als drummer te gaan maken in Canada, verhuisde Neal op zijn achttiende naar Londen in de hoop dat het daar wel zou lukken als drummer succesvol te worden. Hoewel hij in diverse bands speelde en af en toe wat sessiewerk had, moest hij er nog een baantje bij nemen om in zijn onderhoud te voorzien: verkoop van sieraden in The Great Frog op Carnaby Street.
Na achttien maanden keerde hij enigszins gedesillusioneerd terug naar Canada.  Hij ging voorlopig aan de slag  in de zaak van zijn vader met de verkoop van onderdelen van landbouwmachines.
Als drummer speelde Neal een tijdje in een lokale band met de naam Hush totdat iemand hem overtuigde om auditie te doen bij de band Rush, aangezien de toenmalige drummer John Rutsey stopte wegens gezondheidsproblemen.
Peart was zelf totaal niet tevreden over die auditie, maar werd na overleg tussen Geddy Lee en Alex Lifeson toch aangenomen op 29 juli 1974. Twee weken later moest de band optreden in Pittsburgh, Pennsylvania (USA) in het voorprogramma van Uriah Heep en Manfred Mann's Earth Band.
Gezien zijn interesse in literatuur, kreeg Peart de taak tot het schrijven van de teksten voor de songs van Rush, terwijl Lee en Lifeson zich op de muziek stortten.
Zaken als science fiction en mythologie zijn veelvoorkomende onderwerpen in de nummers van Rush in de jaren 70, en ook de werken van filosofe Ayn Rand vormden een inspiratie voor Peart. Vanaf de jaren 80 verdwenen deze onderwerpen. Latere teksten zijn meer realistisch en houden zich bezig met maatschappelijke en sociale kwesties.
Qua drumstijl was Peart in het begin een typische (prog)rock-drummer. Naarmate de muziek van Rush zich ontwikkelde en andere richtingen op ging, veranderde de drumstijl van Peart mee. Zijn interesse in andere muzieksoorten zoals Jazz en Swing waren hoorbaar in de muziek van Rush. Met name in zijn drumsolo’s liet hij dit terug komen.
In 1992 werd Peart gevraagd door Cathy Rich, de dochter van de vermaarde jazz drummer Buddy Rich, om een bijdrage te leveren aan het Buddy Rich Memorial Scholarship Concert in New York.
“The Masked Rider: Cycling in West” was Pearts eerste boek. Hierin beschrijft hij zijn belevenissen van een fietstocht door Kameroen, welke hij in 1988 ondernam. Acht jaar na dato, in 1996, verscheen hiervan de eerste druk.
Op 6 mei 1996 werd Neil Peart samen met de overige bandleden van Rush benoemd tot Officier in de Order of Canada. Daarnaast heeft hij door de jaren heen meerdere malen diverse drumprijzen gewonnen. De band Rush werd in 2013 opgenomen in de Rock and Roll Hall of Fame.
Op 10 augustus 1997 kort na de afsluiting van de Test for Echo Tour met Rush, kwam Pearts eerste dochter (indertijd zijn enige kind) Selena Taylor om het leven als gevolg van een eenzijdig auto-ongeluk op 19-jarige leeftijd.
Zijn vrouw (wettelijk waren ze niet getrouwd, maar hun ‘huwelijk’ was gebaseerd op het zogenaamde ‘common-law marriage’ principe), Jacqueline Taylor, bezweek 10 maanden later, op 20 juni 1998, aan kanker. Peart beschreef haar dood als gevolg van een "gebroken hart" en noemde het ‘een langzame zelfmoord middels onverschilligheid; het interesseerde haar allemaal niet meer.’
In zijn boek Ghost Rider: Travels on the Healing Road (Ghost Rider: Over helende wegen), schrijft Peart dat hij tegen z’n bandmates Lifeson en Lee vertelde bij Selena's begrafenis, "Hou het er maar op dat ik met pensioen ben." Het zou erop neerkomen dat Peart een lang verlof zou inlassen om te rouwen en na te denken. Dit deed hij tijdens een uitgebreide reis per motor, een BMW R1100 GS door Noord- en Centraal-Amerika. Hierbij legde hij ruim 88.000 km af. Na deze reis besloot Peart weer terug te keren als drummer van Rush. Pearts tweede boek is een soort kroniek over zijn geografische en emotionele reis.
Enkele Jaren later ontmoette Peart de fotografe Carrie Nuttall in Los Angeles bij Rush’ huisfotograaf Andrew MacNaughtan. Peart en Nuttall trouwden in 2000. Een jaar later gaf Peart zijn bandmates te kennen weer klaar te zijn voor een nieuw Rush avontuur. Het resultaat was het album Vapor trails in 2002. Onderling was afgesproken dat vanaf nu Peart niet meer mee zou doen aan persconferenties en meet-and-greets om confrontaties met zijn tragisch familieverleden te voorkomen.
In 2009 kondigde Peart, via zijn website ‘News, Weather and Sports’ de geboorte aan van zijn dochter Olivia Louise Peart.
In 2010 verkreeg Peart het staatsburgerschap van de Verenigde Staten en vestigde zich in Californië.
Na de R40 tour naar aanleiding van het 40-jarig bestaan van de band Rush kondigde Peart in 2015 aan dat hij met pensioen ging als muzikant. Hoofdoorzaak hiervoor was de chronische tendinitis in zijn ledematen en schouderproblemen; hierdoor kon hij op het podium niet meer dat laten horen en zien, zoals hij het graag wilde en vond dat het moest zijn.
Het was een tijd stil rondom Peart en Rush-fans vroegen zich af of de band wel of niet door zou gaan, tot in 2020, op 7 januari, het nieuws naar buiten kwam dat Peart op 67-jarige leeftijd was overleden als gevolg van een agressieve vorm van hersenkanker. De diagnose hiervoor was drie jaar eerder al gesteld maar al die tijd stilgehouden voor de buitenwereld.
Op de officiële Rush website werd zijn overlijden als volgt aangekondigd;
It is with broken hearts and the deepest sadness that we must share the terrible news that on Tuesday our friend, soul brother and band mate of over 45 years, Neil, has lost his incredibly brave three and a half year battle with brain cancer (Glioblastoma). We ask that friends, fans and media alike understandably respect the family's need for privacy and peace at this extremely painful and difficult time. Those wishing to express their condolences can choose a cancer research group or charity of their choice and make a donation in Neil's name.
De wereldwijde verslagenheid om Neil Pearts dood was groot, zowel onder zijn vakbroeders als onder de fans. Een groot verlies voor de muziekwereld.

Op de in 2019 door het tijdschrift Rolling Stone gepubliceerde ranglijst van 100 beste drummers in de geschiedenis van de popmuziek kreeg Neil Peart de vierde plaats toegekend.

## Muzikaliteit
Pearts drumstijl was zeer bijzonder en veelzijdig. Begonnen als pure rockdrummer op drumkits van Slingerland, Tama en Ludwig, met bekkens van Zildjian en Wuhan, werden ook andere muziekstijlen geïntegreerd en paste hij zijn techniek daarop aan.
Mede door extra drumlessen te nemen bij jazzcoach Freddie Gruber - teneinde meer ‘swing’ in zijn stijl te verkrijgen, was zijn argument. Het gevolg was dat hij niet alleen de algemeen gehanteerde rock-grip hanteerde, maar deze regelmatig afwisselde met de traditionele drum-grip, die standaard is onder jazzdrummers.
In deze periode wisselde Peart wederom van merk qua drums: Drum Workshop (DW) in combinatie met Paragon-bekkens (door Sabian). Voor elke tour werd door DW een speciale drumkit voor hem vervaardigd voor zijn ronddraaiende drumpodium. Tijdens zijn drumsolo draaide het podium 180 graden, om zo niet met zijn rug naar het publiek te zitten als hij zijn elektronische kit bespeelde.
Halverwege de jaren 70 stonden bij zijn drumkit ook diverse andere percussie-instrumenten, die in de jaren 80/90 werden vervangen door MIDI trigger pads: compacter en dus meer plaats voor andere noodzakelijke percussiezaken op Pearts drumpodium.
Pearts drumsolo’s waren niet te vergelijken met welke andere drummer dan ook. In het begin was het puur analoog, later kwamen er elektronische drums en digitale samples bij. In de latere periode van Rush stond de drumsolo altijd op zichzelf tijdens de show, terwijl het in het begin vaak een deel van een Rush-song was.
Op Pearts DVD Anatomy of a Drum Solo staat een documentaire over hoe hij tot zijn drumsolo’s kwam, met zijn drumsolo van zijn R30-tour als voorbeeld.

## Boeken
- The Masked Rider: Cycling in West Africa (1996)
- Ghost Rider: Travels on the Healing Road (2002) (Nederlandse vertaling door Ronald van Dalfsen, verschenen in 2020, Ghost Rider: Over helende wegen, ISBN 9789492469144)
- Traveling Music: Playing Back the Soundtrack to My Life and Times (2004)
- Roadshow: Landscape with Drums, A Concert Tour by Motorcycle (2008)
- Far and Away: A Prize Every Time (2011)
- Far and Near: On Days Like These (2014)
- Far and Wide: Bring That Horizon to Me! (2016)

## Overige boeken
- Drumbeats (verscheen in 1994 in de verhalenbundel Shockrock 2 en in 2020 als standalone) - samen met Kevin J. Anderson (Nederlandse vertaling door Ronald van Dalfsen, verschenen op 12 september 2022 onder de titel Drumbeats, ISBN 9789492469359)
- Rhythm & Light (2010) - Neil Peart geportretteerd door zijn echtgenote, fotografe Carrie Nuttall
- Clockwork Angels (2012) - geschreven door Kevin J. Anderson, gebaseerd op het Rushalbum Clockwork Angels (2012), verhaal en de teksten van Neil Peart.
- Taking Center Stage: A Lifetime of Live Performance (2013) - door Joe Bergamini
- Clockwork Angels: The Graphic Novel (2015) - geschreven door Kevin J. Anderson en Neil Peart, met artwork van Nick Robles.
- Clockwork Lives (2015) - geschreven door Kevin J. Anderson en Neil Peart
- Clockwork Destiny (2022) - geschreven door Kevin J. Anderson en Neil Peart

## Dvd's
- A Work in Progress (2002, 1997 VHS)
- Anatomy of a Drum Solo (2005)
- Fire on Ice: The Making of 'The Hockey Theme' (2010)
- Taking Center Stage: A Lifetime of Live Performance (2013)

## Muziekprojecten
- Burning for Buddy: A Tribute to the Music of Buddy Rich (1994 cd)
- Burning for Buddy: A Tribute to the Music of Buddy Rich, Vol. 2 (1997 cd)
- The Making of Burning for Buddy... (2006 dvd)
- Vertical Horizons album Burning the Days (2009) - drums in drie nummers: Save Me from Myself, Welcome to the Bottom, en Even Now.
- Vertical Horizons album Burning the Days (2009) - het lied Even Now - geschreven door Matt Scannell en Neil Peart.
- Vertical Horizons album Echoes from the Underground (2013) - drums in twee nummers, namelijk Instamatic en South for the Winter.